# Arzoz
Arzoz (en euskera Arzotz y cooficialmente) es una localidad española y un concejo de la Comunidad Foral de Navarra perteneciente al municipio de Guesálaz. Está situado en la Merindad de Estella, en la Comarca de Estella Oriental. Está en un alto de la falda del monte Espáraz. Su población en 2017 fue de 17 habitantes (INE).
Al pueblo se llega desde Esténoz por la carretera NA-7042, que acaba aquí.

## Topónimo
Significa ‘lugar propiedad de una persona llamada Arzo’, de un nombre de persona Arzo y un sufijo -oz que indica propiedad.
En documentos antiguos el nombre aparece como: Arcoiz, Arçoiz (1234, 1280, NEN); Arcotz, Arçotz (1250, 1268, 1280, NEN); Arçoz (1274-1278, 1350, 1366, 1591, NEN).

## Arte
- Iglesia de San Román, de los siglos XIII y XVI.
- Ermita de Santa Cruz.